# Lispinus obscurus
Lispinus obscurus är en skalbaggsart som beskrevs av Leconte 1863. Lispinus obscurus ingår i släktet Lispinus och familjen kortvingar. Inga underarter finns listade i Catalogue of Life.